# Gimsøya
Gimsøya är en ö i Vågans kommun i ögruppen Lofoten i Nordland fylke i norra Norge. Ön har en yta på 46,4 kvadratkilometer och hade 207 invånare 2021. Den ligger mellan ön Vestvågøya i väster och ön Austvågøya i öster, åtskild från dem av Sundklakkstraumen respektive Gimsøystraumen, som båda är kända för sina starka tidvattenströmmar.
Mellan 1856 och 1963 tillhörde ön dåvarande Gimsøy kommun.

## Etymologi
Öns namn förekommer från medeltiden i dativformen Gimisto, troligtvis sammansatt av ett ord som betyder får och ordet vista, med betydelsen bostad. Ön har i så fall tidigt använts för att föda upp får.

## Geografi
Ett brett, lågt och myrrikt näs sträcker sig över öns mellersta delar från sydväst till nordöst. I övrigt är ön stenig med de högsta bergen i sydöst (Svarttinden, 768 meter över havet). I nordväst når fjället Hoven 367 meter över havet. En stor del av myrarna på ön har dränerats för odling och bete. Ett 640 hektar stort område är skyddat som naturreservat (Gimsøymyrarna). 
Ön är tätast befolkad i nordöst.

## Kommunikationer
Europaväg 10 (Kung Olavs väg) följer öns södra strand med broar över Sundklakkstraumen till Vestvågøya och över Gimsøystraumen till Austvågøya. Från Europaväg 10 går det en väg runt hela ön (fylkesväg 7624 respektive fylkesväg 7626).

## Bilder

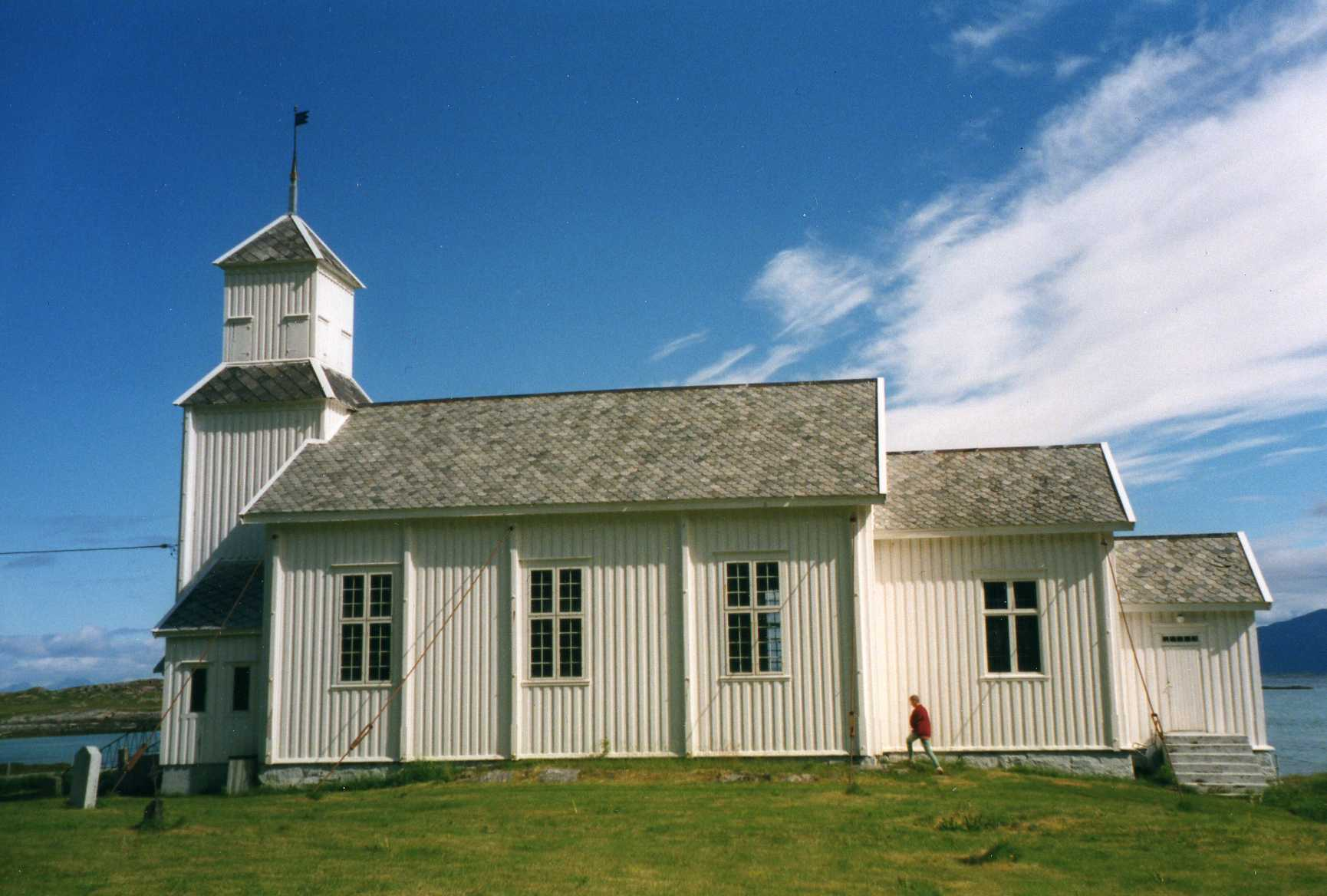
Gimsøy kyrka.
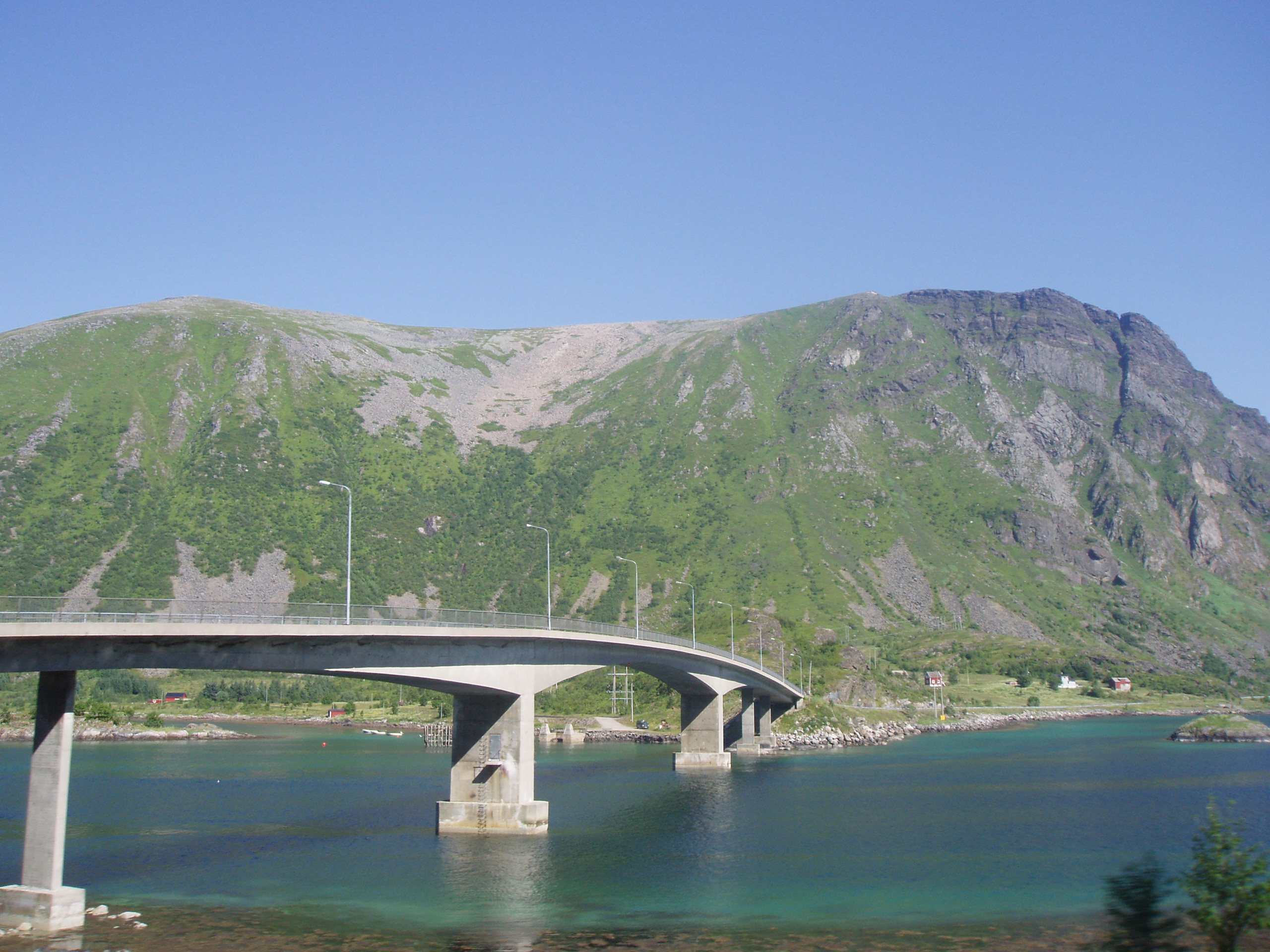
Sundklakkstraumsbron förbinder ön med Vestvågøya.
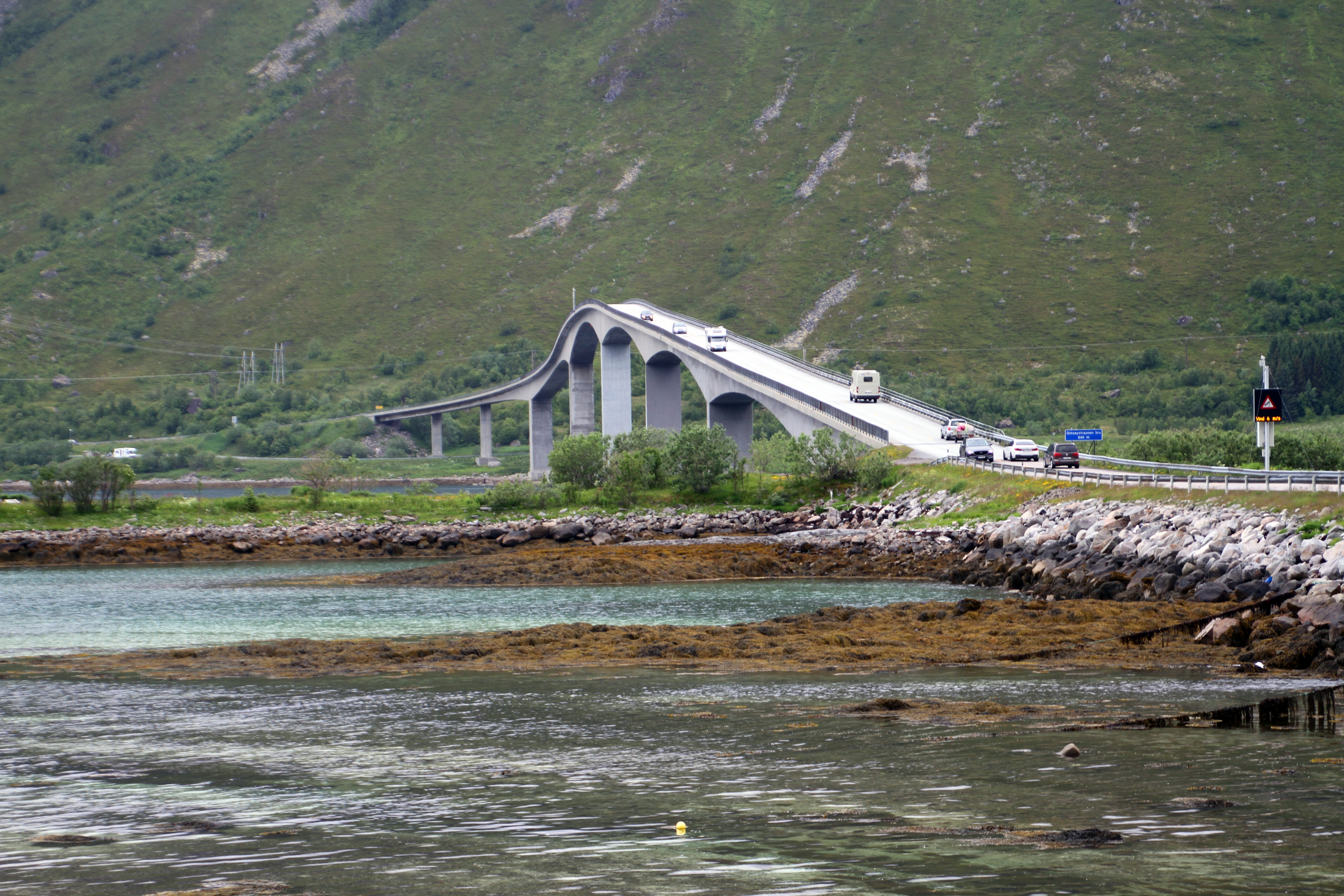
Gimsøystraumsbron förbinder ön med Austvågøya.